# Hogupo (métro de Séoul)
Hogupo (hangeul : 호구포 ; hanja : 仁川虎口浦) est une station de passage de la ligne Suin–Bundang du métro de Séoul. Elle est située au 205 Hogupo-ro, quartier Nonhyeon-dong, dans l'arrondissement Namdong-gu sur le territoire de la ville métropolitaines Incheon, au sud-ouest de Séoul, en Corée du Sud.
Ouverte en 2012, la station est desservie par les rames omnibus qui circulent sur la ligne Suin–Bundang.

## Situation sur le réseau

Plan du réseau (2023)

Établie en aérien, la station Hogupo est une station de passage de la ligne Suin–Bundang du métro de Séoul. : elle est située entre la station Hogupo, en direction du terminus nord Cheongnyangni, et la station Namdong Induspark, en direction du terminus ouest Incheon.